# لويس جول تروشو
لويس جول تروشو (بالفرنسية Louis Jules Trochu) : عسكري وسياسي فرنسي.
ولد تروشو بتاريخ 12 آذار 1815، في باليه الواقعة في جزيرة بيل إيل أون مير في منطقة موربيهان (بريتاني). وتوفي في مدينة تور بتاريخ 7 تشرين الأول 1896. 
تخرج من مدرسة سان سير العسكرية سنة 1840، ومن المدرسة التطبيقية لهيئة الأركان الملكية، حيث وصل إلى رتبة الكولونيل بعد إحدى عشرة سنة من تخرجه. أصبح حاكماً لمدينة باريس، ثم رئيس حكومة الدفاع الوطني من 4 أيلول 1870 إلى 17 شباط 1871.

## مؤلفاته
له مؤلف نقدي جيد هو:

Une étude critique et remarque L’Armée Française en 1867 

وله مؤلف آخر عن حصار باريس وتقاعد عام 1873.